# Ida-Virumaa FC Alliance
Ida-Virumaa FC Alliance, kortweg Alliance, is een Estische voetbalclub uit Kohtla-Järve. In 1998 werd de club opgericht en onderging in de loop der decennia enkele naamsveranderingen.

## Geschiedenis
De club werd als FC Lootus Kohtla-Järve JK Järve in 1998 opgericht en speelt in het Spordikeskuse Stadion. Van 2000 tot 2002 speelde de club in de Meistriliiga. In 2004 en 2005 werd onder de naam FC Lootus Alutaguse gespeeld. De club werd in 2009 tweede in de Esiliiga en promoveerde hierdoor naar de Meistriliiga. Na één seizoen degradeerde Lootus. In 2012 degradeerde de club naar de Esiliiga B. 
Hierna fuseerde de club met Kohtla-Järve JK Alko (opgericht in 1996) en ging als Kohtla-Järve JK Järve spelen. In 2021 volgde een nieuwe naamsverandering naar Ida-Virumaa FC Alliance. Het traditionele geel verdween uit het logo. In het jaar 2021 werden play-off wedstrijden na het behalen van een derde plaats. Deze werden gewonnen en zodoende kwam de club in 2022 wederom uit op het tweede niveau. in 2022 werd een achtste plaats behaald. Waardoor de ploeg promotie/degradatie wedstrijden speelde tegen Tallinna Kalev II. Hier trok FC Alliance aan het langste eind en is zodoende ook in 2023 actief in de Esiliiga

## Erelijst
Esiliiga
Kampioen: 2003

## Eindklasseringen vanaf 2013
| 10 |

| 7 |

| 2 |

| 10 |

| 5 |

| 3 |

| 7 |

| 10 |

| 3 |

| 8 |

| 10 |

| Esiliiga | Esiliiga B |

De Esiliiga B startte in 2013. Daarvoor was de Liiga II het derde voetbalniveau in Estland.